# Iwan Leonidowitsch Tkatschenko
Iwan Leonidowitsch Tkatschenko (russisch Иван Леонидович Ткаченко; * 9. November 1979 in Jaroslawl, Russische SFSR; † 7. September 2011 in Tunoschna bei Jaroslawl) war ein russischer Eishockeyspieler, der während seiner Karriere unter anderem für Lokomotive Jaroslawl in der Kontinentalen Hockey-Liga spielte.

## Karriere
Iwan Tkatschenko begann seine Karriere als Eishockeyspieler in seiner Heimatstadt in der Nachwuchsabteilung von Torpedo Jaroslawl, für dessen zweite Mannschaft er von 1996 bis 1999 in der zweiten russischen Spielklasse aktiv war – zunächst in der Wysschaja Liga und in der Saison 1998/99 in der parallel vom russischen Eishockeyverband ausgetragenen Liga. In der Saison 1999/2000 spielte der Flügelspieler überwiegend für den Zweitligisten Motor Sawolschje, wechselte gegen Ende der Spielzeit jedoch zu Neftechimik Nischnekamsk, für das er in den folgenden knapp eineinviertel Jahren in der Superliga, der höchsten russischen Spielklasse, auf dem Eis stand.
Zur Saison 2001/02 kehrte Tkatschenko zu seinem Heimatverein nach Jaroslawl zurück, der in der Zwischenzeit seinen Namen in Lokomotive geändert hatte. Mit seiner Mannschaft gewann er auf Anhieb in der ersten Spielzeit nach seiner Rückkehr den russischen Meistertitel. Diesen Erfolg konnte er in der Saison 2002/03 mit Lokomotive wiederholen. In den folgenden Jahren wurde der Nationalspieler ein fester Bestandteil der Superliga-Mannschaft von Lokomotive Jaroslawl, mit der er in der Saison 2007/08 Vizemeister wurde. Im Playoff-Finale unterlag er mit seiner Mannschaft dem Gegner Salawat Julajew Ufa in der Best-of-Five-Serie mit 2:3-Siegen.
Seit der Saison 2008/09 spielt Tkatschenko für Lokomotive Jaroslawl in der neu gegründeten Kontinentalen Hockey-Liga. In der KHL-Premierenspielzeit erreichte er mit seiner Mannschaft auf Anhieb das Playoff-Finale um den Gagarin Cup. In diesem musste er sich mit seinem Team jedoch Ak Bars Kasan mit 3:4 Siegen in der Best-of-Seven-Serie geschlagen geben. In der Saison 2009/10 agierte der Vizeweltmeister von 2002 als Mannschaftskapitän von Lokomotive, in der folgenden Spielzeit wurde er auf dieser Position vom Tschechen Karel Rachůnek abgelöst und wurde selbst einer der beiden Assistenzkapitäne. Am 7. September 2011 kam er bei einem Flugzeugabsturz bei Jaroslawl ums Leben.
Nach seinem Tod stellte sich heraus, dass er anonym während seiner Karriere mehr als 10 Millionen Rubel an schwer kranke Kinder gespendet hatte. Am Tag vor seinem Tod spendete er noch 500.000 Rubel.

### International
Für Russland nahm Tkatschenko an der Weltmeisterschaft 2002 teil, bei der er mit seiner Mannschaft die Silbermedaille gewann. Im Finale unterlagen die Russen überraschend dem Außenseiter Slowakei mit 3:4. Anschließend wurden die Vizeweltmeister aus dem Jahr 2002 in die Russische Hockey Hall of Fame aufgenommen. Des Weiteren stand er 2003, 2004 und 2006 im Aufgebot seines Landes bei der Euro Hockey Tour.

## Erfolge und Auszeichnungen
- 2002 Russischer Meister mit Lokomotive Jaroslawl
- 2002 Silbermedaille bei der Weltmeisterschaft
- 2002 Aufnahme in die Russische Hockey Hall of Fame
- 2003 Russischer Meister mit Lokomotive Jaroslawl
- 2008 Russischer Vizemeister mit Lokomotive Jaroslawl
- 2009 Russischer Vizemeister mit Lokomotive Jaroslawl